# Église Sainte-Colombe de Gréville-Hague
L'église Sainte-Colombe de Gréville-Hague est un édifice catholique qui se dresse sur le territoire de l'ancienne commune française de Gréville-Hague, dans le département de la Manche, en région Normandie.
L'église romane, peinte par Jean-François Millet, est inscrite au titre des monuments historiques.

## Localisation
L'église est située sur le territoire de Gréville-Hague, commune déléguée de la commune nouvelle de La Hague, dans le département français de la Manche.

## Historique
Son vocable renvoie à une légende locale dans laquelle Colombe, jeune et belle fille, se tue et se transforme en oiseau pour échapper aux avances du jeune curé des lieux.
Jean-François Millet, natif de la commune, a peint cette église dans un tableau exposé au musée d'Orsay.

## Description
L'église de style roman a été revoûtée au XVIIIe siècle. Sa nef n'a qu'un seul bas-côté. Son chœur a été complété au XVIe siècle, par deux chapelles. Le clocher a été bâti en 1554. Au-dessus du portail Vierge du XIIIe siècle.
À la suite de travaux d'assainissement fut découvert, au niveau de ses fondations, huit statues du XVe siècle.
En 1993, des sondages archéologiques, pratiqués au niveau du chœur, ont mis au jour une structure de plan triconque constitué de maçonnerie en opus spicatum.
À l'intérieur, au-dessus d'une porte en accolade, est conservé un petit blason de 15 × 10 centimètres sur lequel sont gravées les armes de la famille Heuzey (de très ancienne noblesse, rattachée aux ducs de Normandie par une fille de Richard II), à savoir d'argent à la heuse (botte) de sable éperonnée d'or.

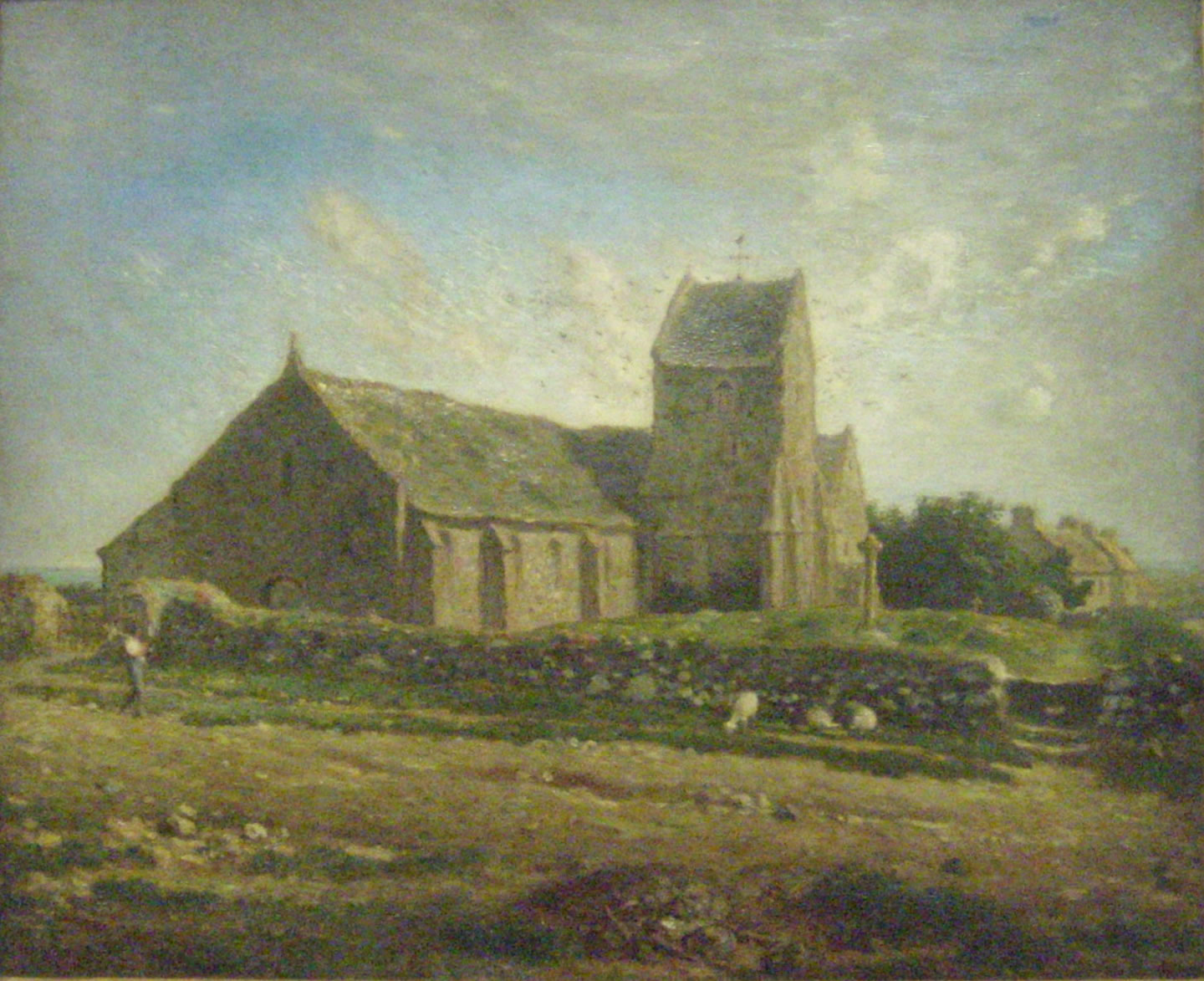
L'église représentée par Jean-François Millet.
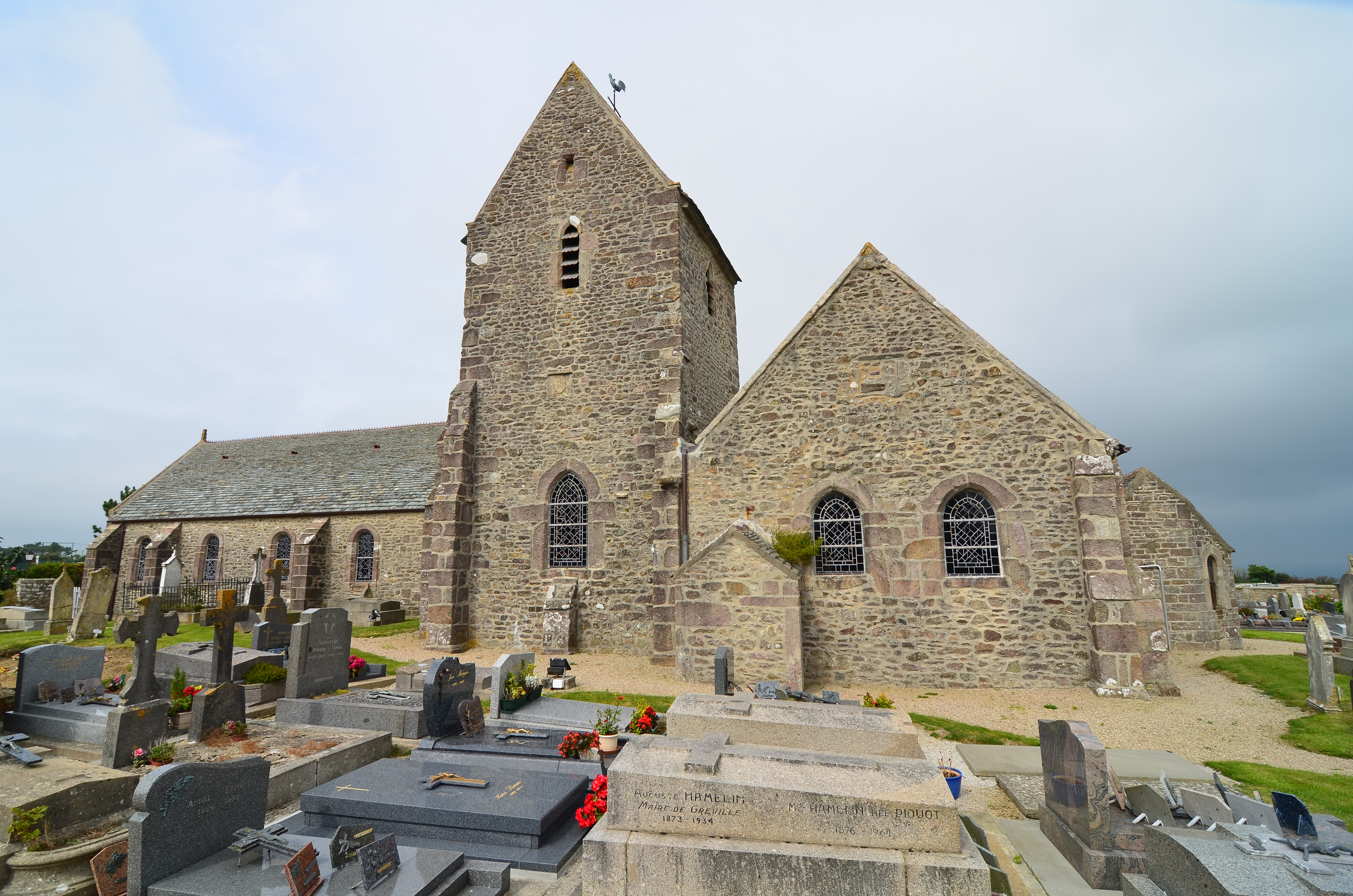
Vue méridionale.

## Protection
L'église est inscrite au titre des monuments historiques par arrêté du 2 mars 1971.

## Mobilier
L'église abrite diverses œuvres classées au titre objet aux monuments historiques : une Vierge à l'Enfant du XIVe siècle, une statue du Christ debout, un groupe sculpté de cinq statues représentant une Mise au tombeau du XVe siècle et une statue du Christ ressuscitant.

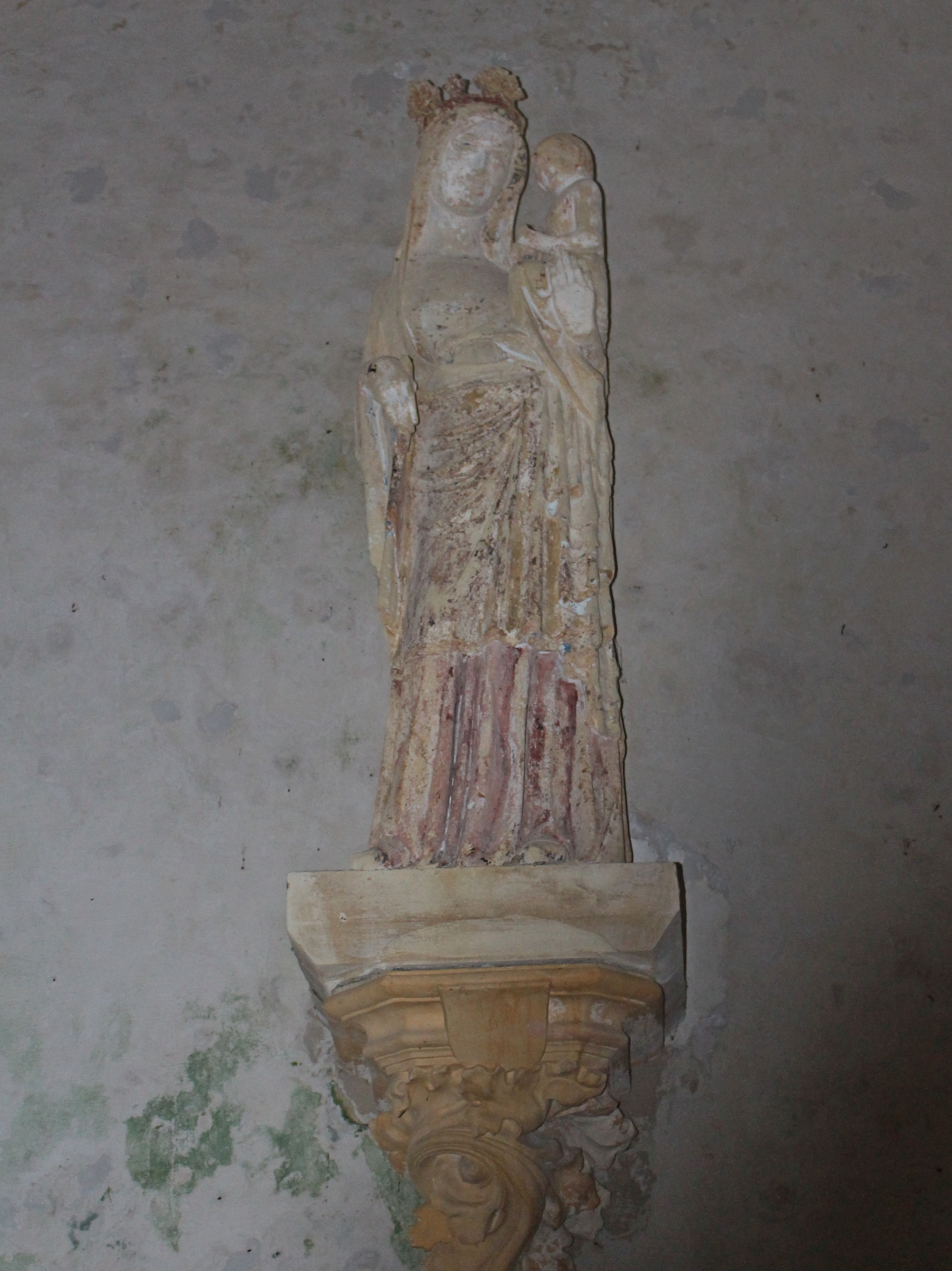
La Vierge à l'Enfant.
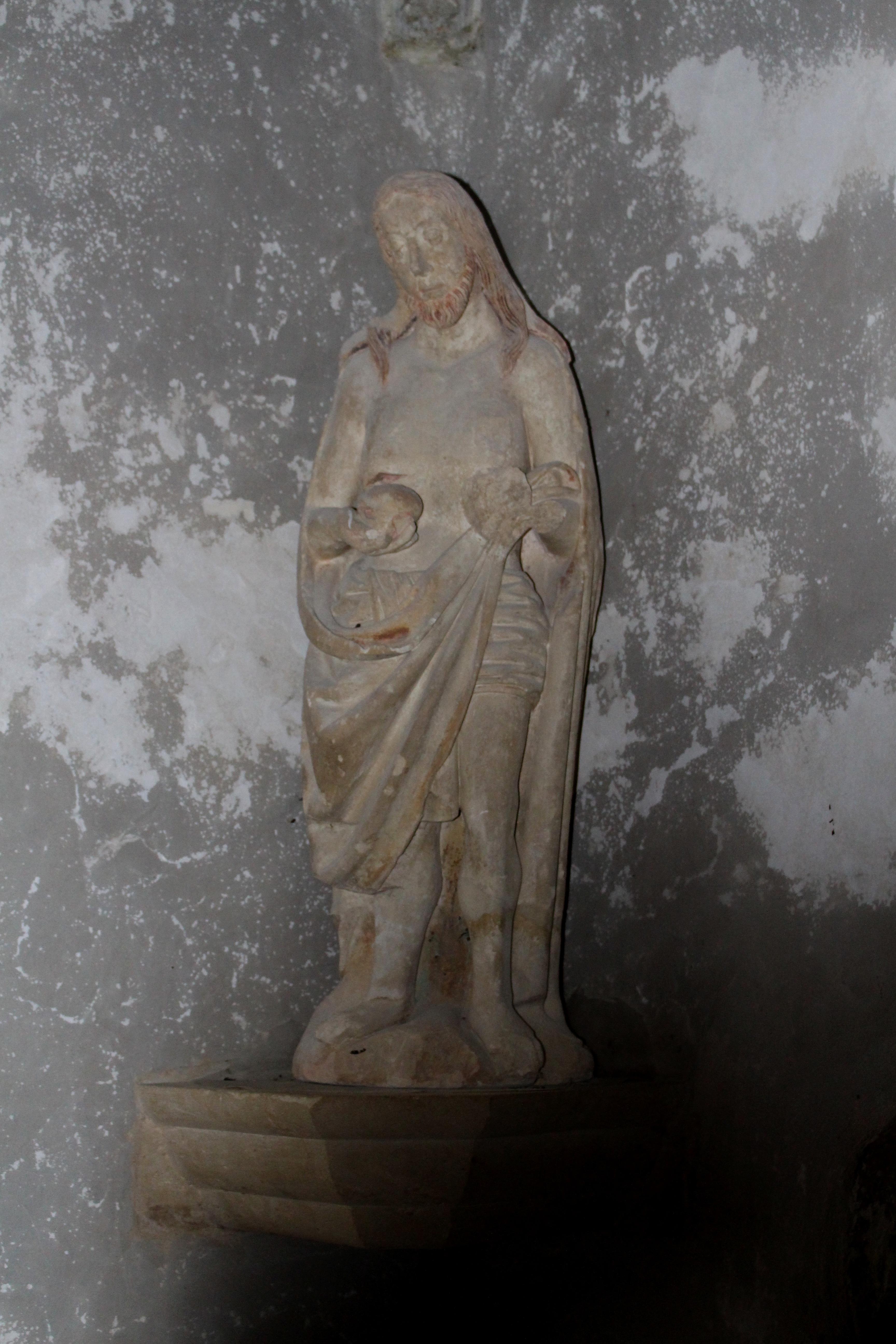
La statue du Christ debout.
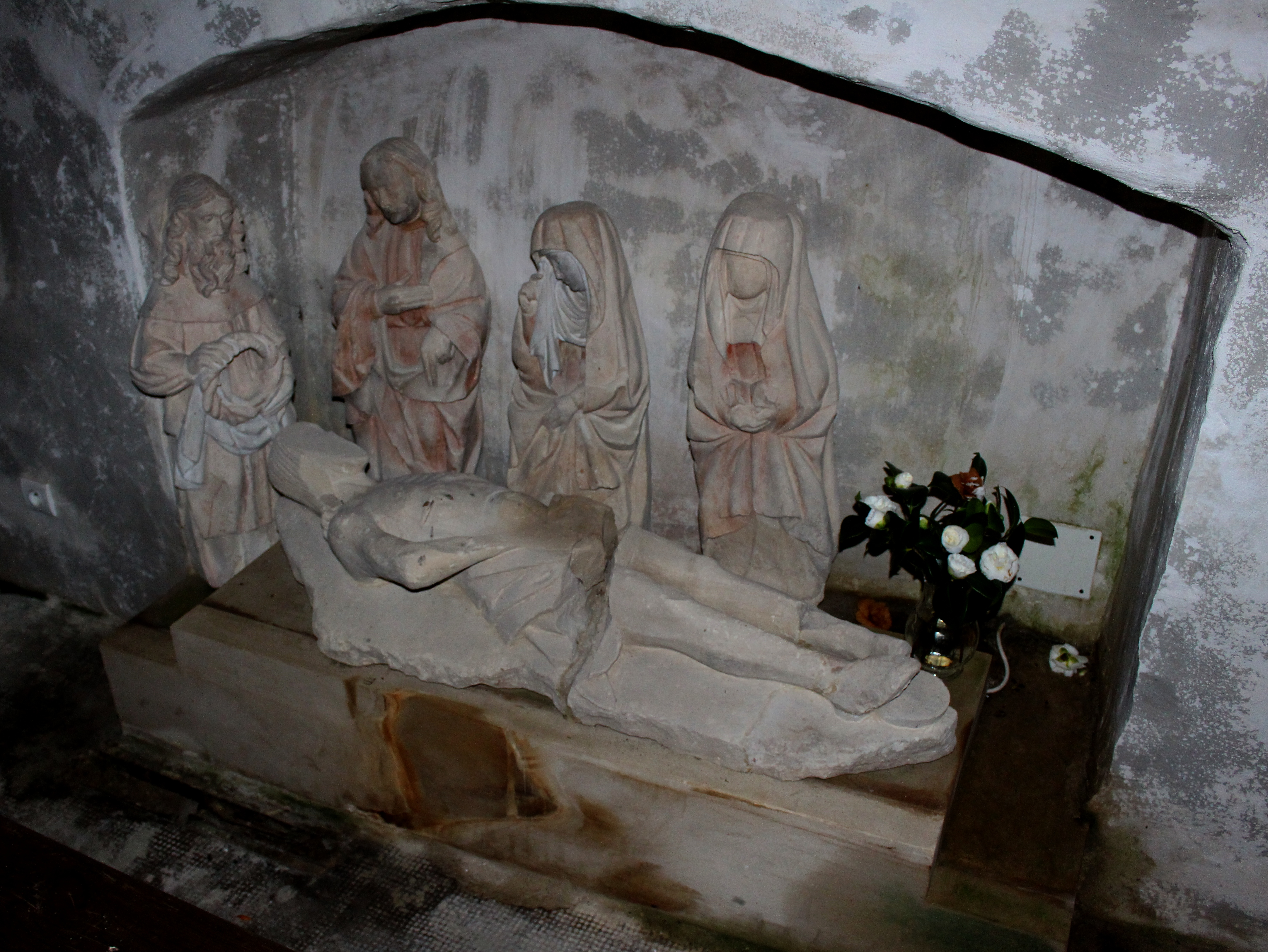
La Mise au tombeau.
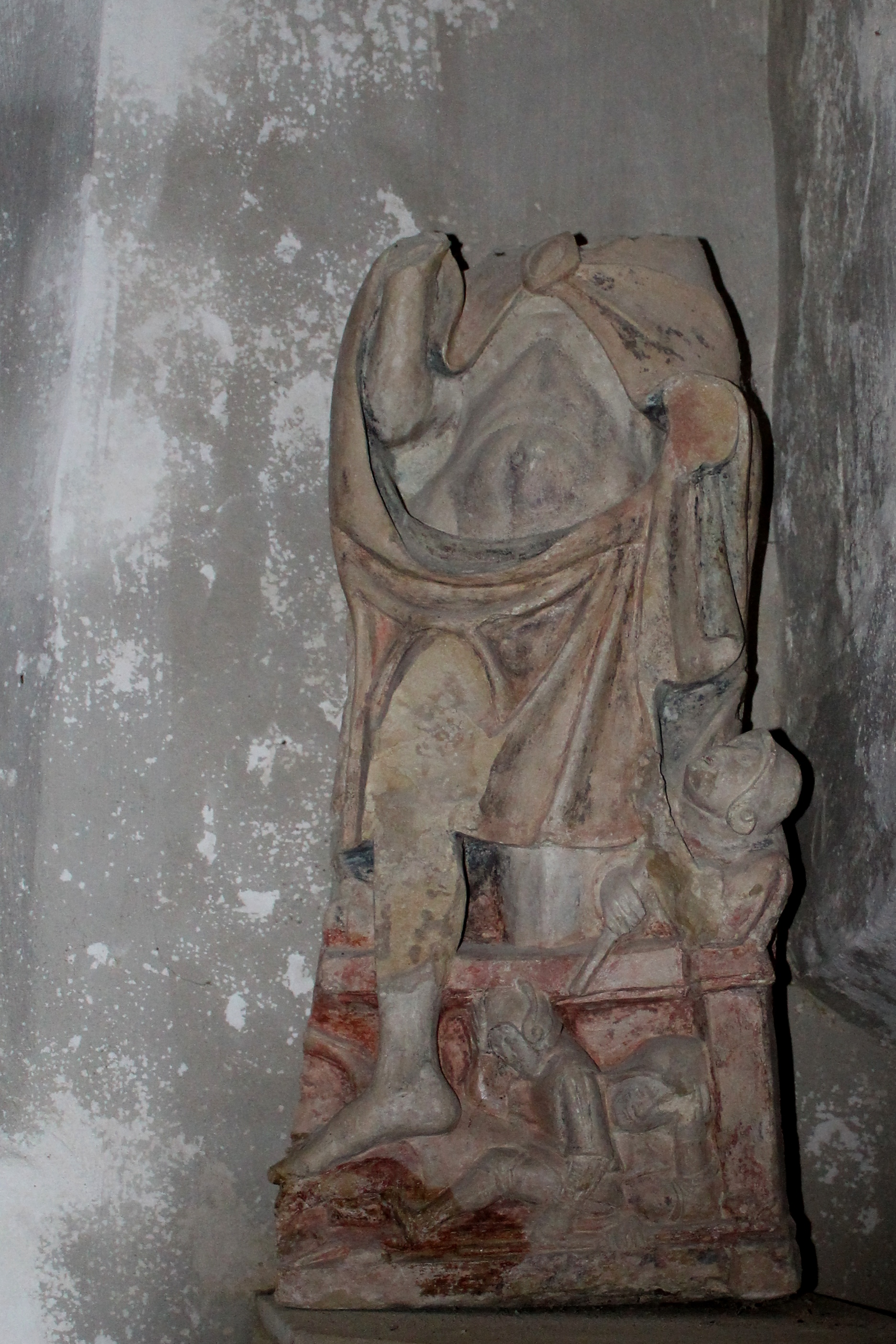
La statue du Christ ressuscitant.